# Catocala fredi
Catocala fredi är en fjärilsart som beskrevs av Bytinsky-salz 1937. Catocala fredi ingår i släktet Catocala och familjen nattflyn. Inga underarter finns listade i Catalogue of Life.